# Jérôme Neuville
Jérôme Neuville (Saint-Martin-d'Hères, 15 d'agost de 1975) va ser un ciclista francès, que fou professional entre 1999 i 2001. Els seus millors resultats els aconseguí en la pista, on es va proclamar Campió del món tres cops.

## Palmarès en ruta
- 1998
  - 1r al Duo Normand (amb Magnus Bäckstedt)

## Palmarès en pista
- 1996
  -  Campió d'Europa en Òmnium Endurance
- 1997
  -  Campió d'Europa en Òmnium Endurance
  -  Campió de França en Madison (amb Andy Flickinger)
- 1999
  -  Campió de França en Madison (amb Andy Flickinger)
- 2001
  -  Campió del món de madison (amb Robert Sassone)
  -  Campió de França en Persecució
- 2002
  -  Campió del món de madison (amb Franck Perque)
- 2003
  -  Campió de França en Persecució
  -  Campió de França en Madison (amb Nicolas Reynaud)
- 2005
  -  Campió de França en Madison (amb Laurent D'Olivier)
- 2006
  -  Campió del món de Scratch

### Resultats a laCopa del Món
- 1998
  - 1r a Cali, en Persecució per equips
- 2004-2005
  - 1r a Manchester, en Scratch
  - 1r a Manchester, en Madison
- 2007-2008
  - 1r a Pequín, en Madison